# Pierre-Napoléon-Eugène Relin
Pour les articles homonymes, voir Relin.
Pierre-Napoléon-Eugène Relin ou Rélin (1837-1908) est un artiste peintre et graveur français.

## Biographie
Pierre-Napoléon-Eugène Relin est né le 1er décembre 1837 à Béziers où il semble résider jusque dans les années 1860. Il est le fils de Nicolas-Eugène Relin (1807-1878), originaire de Saint-Dié, horloger, et militant républicain durant la révolution de 1848 ; emprisonné sous la présidence de Louis-Napoléon Bonaparte, il fut jusqu'au bout un ardent républicain, membre de la franc-maçonnerie nimoise.
Installé à Paris, Pierre-Napoléon-Eugène est l'élève de Charles Jalabert et Antoine-Louis Barye. Il expose au Salon à partir de 1864 deux dessins (refusés au concours), puis des scènes de genre et des scènes animalières à l'huile, sans doute influencé par Barye. Il est membre de la Société des artistes français. Il est également l'auteur de peintures décoratives pour des lieux publics et de vignettes pour Charles Delagrave.

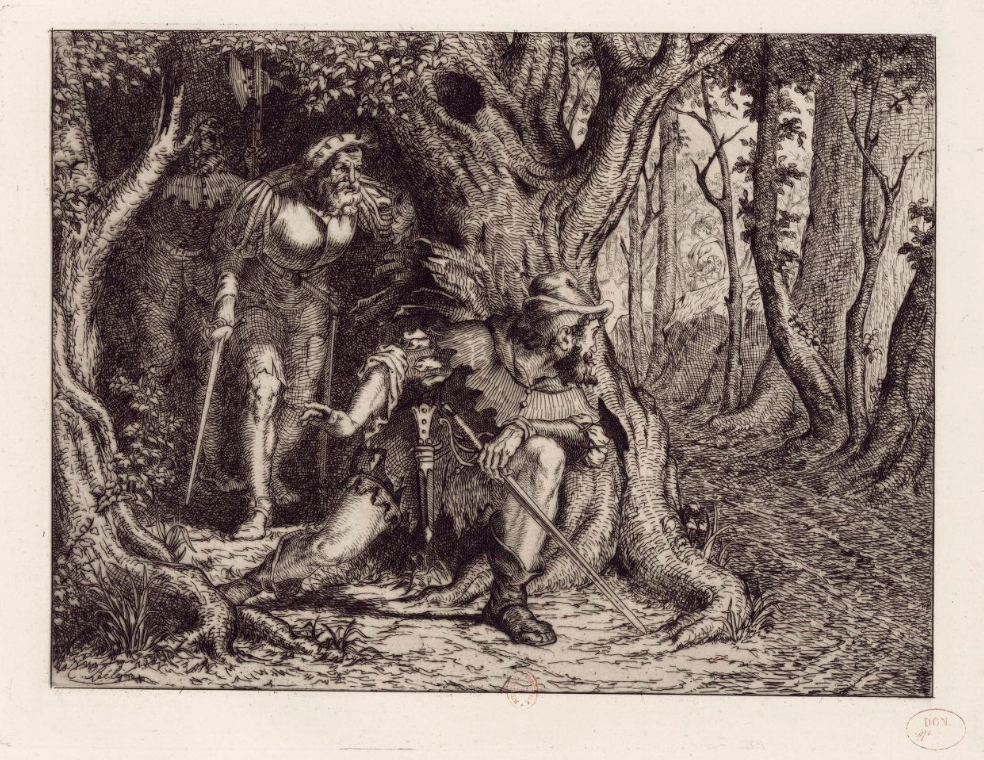
Une embuscade au XVIe siècle, eau-forte, 1864 (BNF).

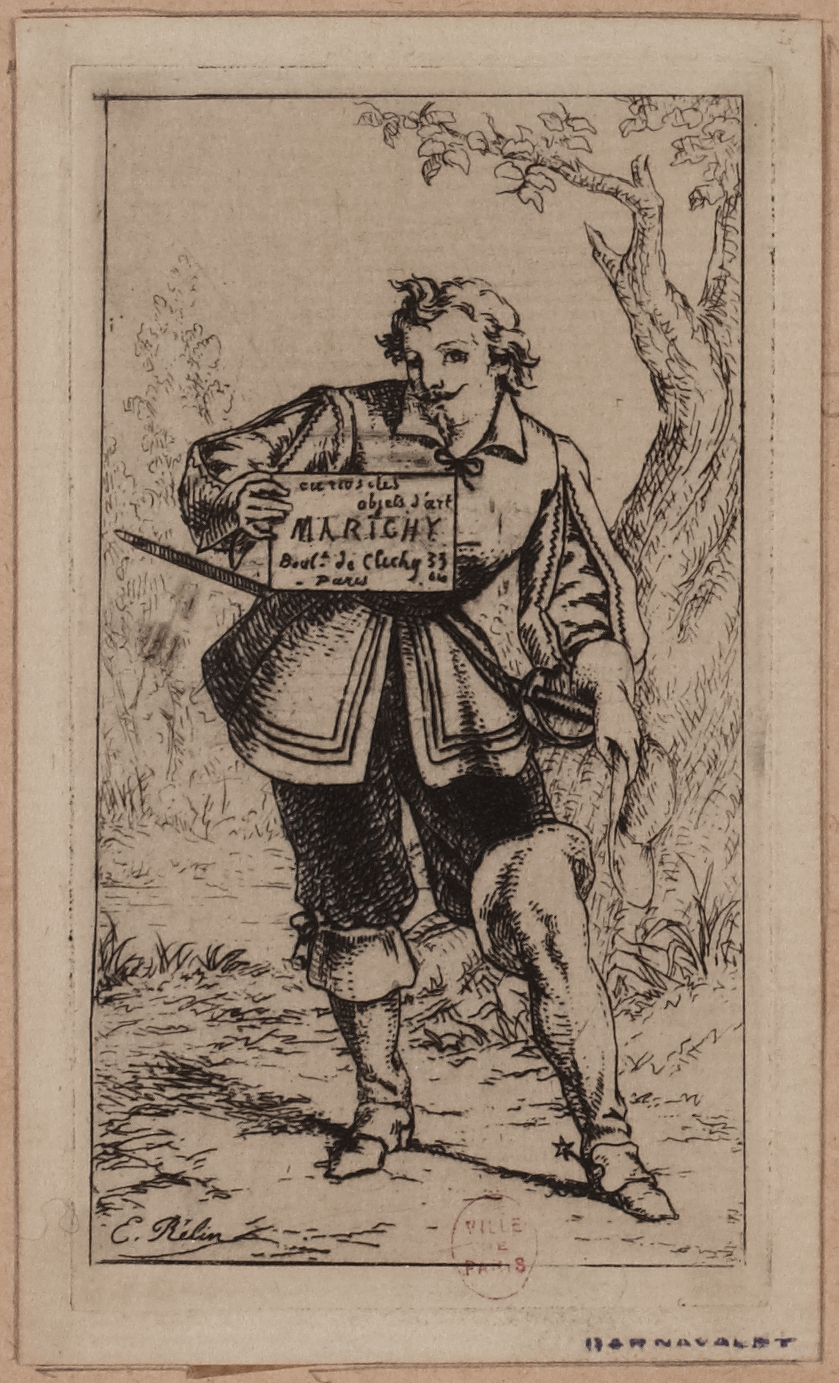
Curiosités, objets d'art Marichy, boulevard de Clichy, carte d'adresse, eau-forte, musée Carnavalet.

Lithographe et graveur à l'eau-forte, il est membre de la Société des aquafortistes d'Alfred Cadart, qui publie de lui, entre autres, deux pièces, en 1865 (exposée à Toulouse la même année) et en 1874. Il exécute une grande lithographie pour le Centenaire (1895). On compte de lui moins d'une cinquantaine de pièces.
Vers 1868, il épouse son élève Marie Calot qui sous le nom de Marie Rélin expose au Salon. Le couple habite alors 23 rue de Turenne.
En 1897, son atelier est situé 23, quai d'Anjou.
Il meurt à Paris le 22 mars 1908.

## Conservation
- Une embuscade au XVIe siècle, eau-forte, 1865 (Paris, Petit-Palais)
- Apothéose d'Aubanel, eau-forte, 1887 (Béziers, musée des beaux-arts de Béziers)